# Hyde Park (Chicago)

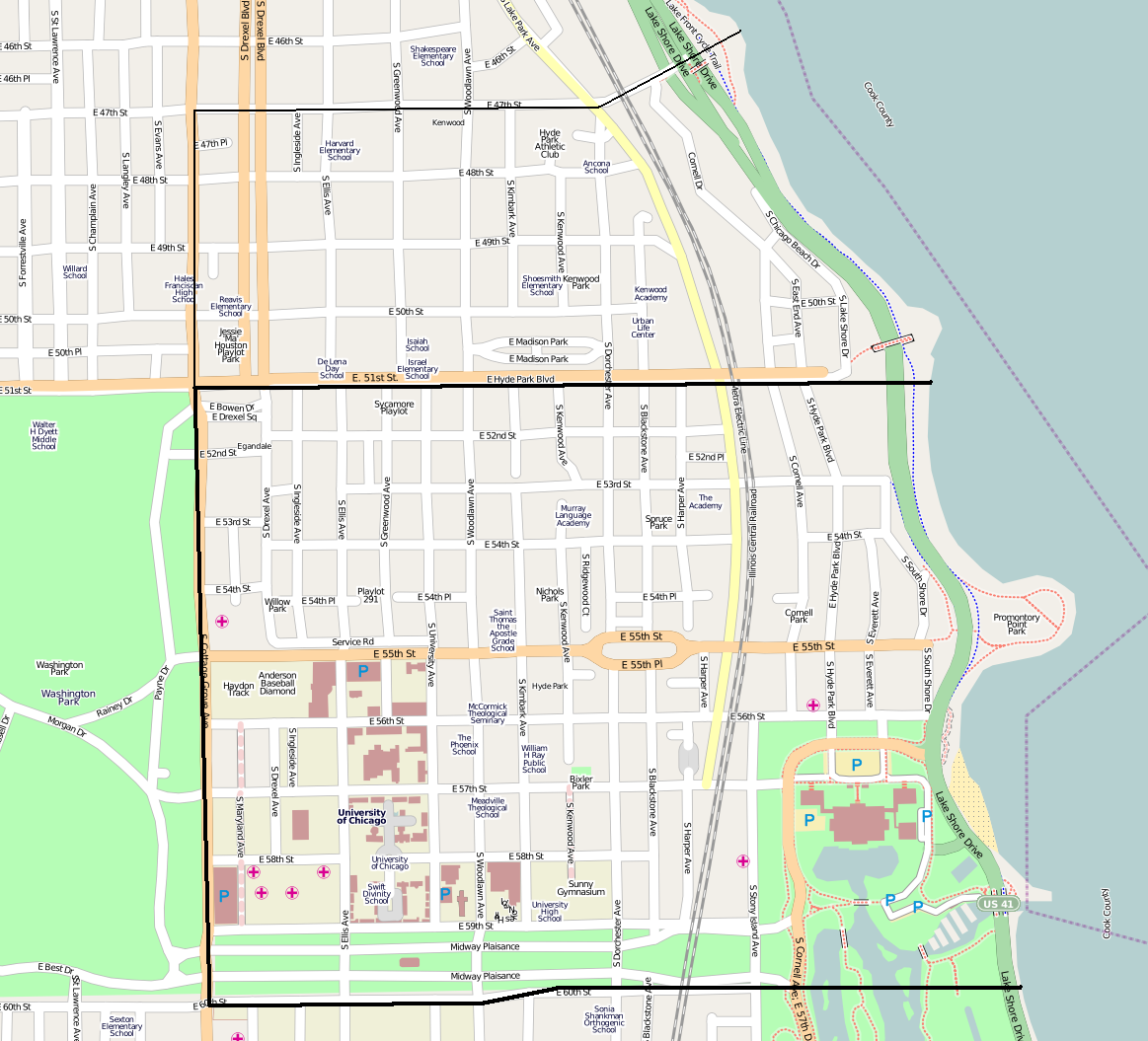

Hyde Park é um bairro do lado sul de Chicago, Illinois, Estados Unidos, localizado a sete milhas de distância ao sul do Chicago Loop. Ele sedia o Museu de Ciência e Indústria, o Museu DuSable de História Afro-Americana e a Universidade de Chicago.